# Afeni Shakur
Pour les articles homonymes, voir Shakur.
Afeni Shakur, née Alice Faye Williams le 22 janvier 1947 à Lumberton et morte le 2 mai 2016 à Sausalito d'un infarctus, est une Américaine, membre des Black Panther Party à New York dans les années 1960 et au début des années 1970.

## Biographie
Afeni Shakur est une militante afro-américaine. Elle est la mère de Tupac Shakur, qui est né tout juste un mois après son acquittement sur plus de 150 accusations de « complot contre le gouvernement des États-Unis et les monuments de New York », celle-ci étant l'une des Panther 21 arrêtés en avril 1969.
Peu de temps avant son décès, elle participe à la production du film biographique All Eyez on Me de Benny Boom.